# Numero neutronico
Con numero neutronico (N) si intende il numero di neutroni contenuti nel un nucleo di un atomo. Esso può essere facilmente calcolato sottraendo al numero di massa di un nuclide (indicato con A) il numero atomico dello stesso (il cui simbolo è invece Z).
Nuclei diversi con lo stesso numero neutronico si dicono isotoni, a differenza degli isotopi che sono atomi o nuclei con lo stesso numero di protoni ma diverso numero di neutroni. Ad esempio, un atomo di idrogeno avente due neutroni nel nucleo,  cioè il trizio, è isotopo del prozio o del deuterio, ma è isotono dell'isotopo più comune dell'elio, l'elio-4 (4He).